# Басил-тегін
Басил-тегін (д/н—604) — 2-й володар Західнотюркського каганату в 604 році. Також відомий як Басил-Тегін-каган.

## Життєпис
Походив з династії Ашина. За китайськими джерелами був сином Янг-Соух-тегіна і онуком кагана Кара-Чурин-Тюрка, а за перськими джерелами — сином останнього. При народженні отримав ім'я Поші-Деле.
599 року отримав від Буюрука володіння Пайкенд з областю (центральний Мавераннахр), ставши його четвертим правителем.
603 року Нірі-каган призначив його ябгу-тардушем (намісником) західної частини Тюркського каганату. Змінив ім'я на Басил. Передав Пайкендське володіння небожеві Даману. Проте 604 року Нірі загинув у боротьбі з повсталими або Ямі-каганом.
Прийняв владу над каганатом, одружився з удовою попередника — китаянкою Сяньші, під впливом якої намагався укласти союз з імперією Суй. Але проти нього повстав небіж (або брат) Даман, який повалив Басиля-тегіна.